# Kino.de
Kino.de ist ein deutsches Online-Portal der Ströer Media Brands GmbH. Neben dem lokalen Kinoprogramm und einer Filmdatenbank bietet die Seite aktuelle Nachrichten zu den Themen Film, Fernsehen und Streaming. 1996 gegründet, gehört Kino.de zu den ältesten deutschen Film-Angeboten im World Wide Web.

## Geschichte
Auf der Domain Kino.de entstand ab 1996 unter dem Namen „CineScape“ die Alpha-Version eines Informationsdienstes für das deutsche Kinoprogramm. Ab 2000 wurde Kino.de von der S&L MovieData Online GmbH, später dem G+J Entertainment Media Verlag (heute Busch Glatz) zu einem umfassenden Film-Portal entwickelt, mit Kinoprogramm, Kino-Charts, Filmdatenbank und News. Unter gemeinsamer Chefredaktion mit dem Fachmagazin Blickpunkt:Film erschienen zeitweise auch Inhalte zu DVDs, Games und Musik auf Kino.de.
Seit 2014 gehört kino.de zur Ströer Media Brands GmbH. Chefredakteur ist seit Dezember 2018 Philipp Schleinig. Die Redaktion besteht aus etwa 15 festen Mitarbeitern und hat ihren Sitz in Berlin. Anfang 2016 übernahm Ströer auch das konkurrierende Portal moviemaze.de, was dann ab Mai auf kino.de weiterleitete. Dessen umfangreiches Archiv an Filmkritiken wurde nicht übernommen und ist nicht länger online verfügbar.

## Angebot
Das Angebot von Kino.de umfasst das Kino-Programm und eine Datenbank für Filme und Serien. Die Redaktion veröffentlicht täglich Nachrichten und Hintergrund-Artikel. Außerdem werden eigene Videos produziert, die auf der Webseite und einem YouTube-Kanal veröffentlicht werden.
Ähnlich wie bei Cinema, gibt es die Möglichkeit Filme mit bis zu 5 Sternen zu bewerten. Die ergänzend zur Handlungsbeschreibung zur Verfügung gestellten Kritikerrezensionen sind dabei in einem lockeren Tonfall verfasst, so dass ein Splatterfilm beispielsweise mit den Worten „Mit extravaganten Low-Budget-Blutbädern […]“ beschrieben wird.
Kino.de ist mit 17,2 Millionen Besuchen im Dezember 2024 das nach Filmstarts.de (35,1 Millionen Besuche) zweitgrößte deutsche Film-Portal.